# ماخوو
ماخوو (به چکی: Machov) یک منطقهٔ مسکونی در جمهوری چک است که در ناحیه ناخود واقع شده‌است.